# آنا بيرنهاردن إكشتاين
آنا بيرنهاردن إيكشتاين (بالألمانية: Anna Bernhardine Eckstein)‏ (14 يونيو 1868 - 16 أكتوبر 1947) بطلة ألمانية للسلام العالمي، حيث تدربت كمدرسة ومنظمة حملة من أجل السلام في جميع أنحاء العالم. جمعت ستة ملايين توقيع على عريضة، وفي عام 1913، تم ترشيحها لجائزة نوبل للسلام. توقف اندلاع الحرب العالمية الأولى عن خططها، لكن أفكارها أثرت في ميثاق كيلوغ برييان لعام 1928.

## حياتها في وقت مبكر
آنا بيرنهاردن إكشتاين ولدت في 14 يونيه عام 1868 في مدينة كوبورغ الالمانية وهي ابنة يوهان نيكولاس إكشتاين وآنا باربرا إكشتاين. والدها كان حمال وعامل تلغرافات مساعد في شركة Werra-Eisenbahn-Gesellschaft [الإنجليزية], شركة السكك الحديدية. إكشتاين كان لديها أخ أصغر يدعى ارنست وأخت كبري اسمها أنتوني (توني) التي ولدت معاقة. ولاسباب مالية اقتصر شكل التعليم الخاص بها فقط علي ذهابها لمدرسة الفتيات في الفترة من 1874 إلى عام 1882. ومع ذلك، معلمة إكشتاين التيت تدعي أوتيلي فريز قدمت لها الدعم في تعلم اللغة الإنجليزية والفرنسية، والتي جعلتها تريد أن تصبح معلمة نفسها. نالت سر الميرون في كنيسة القديس موريس في مدينة كوبورغ في عام 1882 عندما كانت في سن الرابعة عشر من عمرها.
في سن 16 من عمرها في سبتمبر عام 1884، إكشتاين غادرت ألمانيا لزيارة أقاربها في نيويورك. في الولايات المتحدة و لأسباب غير واضحة. والديها قد أراد أن يمنعها من الارتباط بالرجل الأرستقراطي الذي كان يعمل خارج المدينة أو كان يدعم آنا بيرنهاردن في القيام مهنة التدريس. في السنوات القليلة الأولى عملت كخادمة أو معلمة في أماكن مختلفة ثم أصبحت المدرسة الخاصة لابنتها (مامي) التي انجبتها من تاجر يهودي (غودفري مانهايمر) هاجر من ألمانيا. بينما كان يعمل في هذا البيت من الفترة ديسمبر 1887 إلى أكتوبر 1893 انضمت إلى اسرة غودفري مانهايمر في ثلاث رحلات إلى ألمانيا.

## النشاط السلام
انتقلت آنا بيرنهاردن إكشتاين إلى بوسطن في عام 1894 في البداية حيث عاشت مع الروائية مارثا «ماتي» جريفيث براون وكانت لا تزال تعمل كمدرسة. ردا على خيبة أملها في نتائج اتفاقيتا لاهاي 1899 و1907 انضمت إلى مجتمع السلم الأمريكي، والتي أصبحت نائبة الرئيس في الفترة بين 1905 و 1911. وجمعت أكثر من مليون توقيع، وقعت من قبل أنصار السلام في كل من الولايات المتحدة، المملكة المتحدة، ألمانيا، اقتراح بأنها كتبت قبل قليل في مؤتمر السلام في لاهاي في مدينة الهولندية الذي اقيم في 4 يوليو عام 1907 قامت بتسليم هذه الوثيقة إلى الأمير الروسي ألكساندر إيفانوفيتش باراتينسكي، الذي قاد المؤتمر. منذ ان رائت اكشتاين فشل معاهدات هذا المؤتمر نظمت النسخة الخاصة بتمويل من مالها الخاص. ذهبت وجمعت ستة ملايين التوقيعات التي كانت يعتزم تقديم في النسخة الثالثة من مؤتمر لاهاي للسلام الذي كان من المقرر ان يقام في عام 1914 ولكن اندلاع الحرب العالمية الأولى حال دون ذلك. هذه النكسة تسبب لها أن تعاني من انهيار ولكن أفكارها في نهاية المطاف أثرت بشدة في مؤتمر بريان–كيلوغ الذي اقيم في عام 1928.
بدعم من الناشر الأمريكي إدوين جين آنا بيرنهاردن إكشتاين سافرت عن طريق كندا وأوروبا للترويج لأفكارها. في عام 1909، حضر آنا بيرنهاردن إكشتاين المؤتمر الوطني الثاني للسلام في شيكاغو، الولايات المتحدة الأمريكية، حيث أنها قراءت للعالم العريضة الثالثة لمؤتمر لاهاي".
نفس العام عادت إلى مسقط رأسها في مدينة كوبورغ. من هناك واصلت السفر إلى معظم الدول الأوروبية، وأيضا إلي أستراليا ونيوزيلندا واليابان والصين، حيث اكتسبت زيادة في الدعم من قبل الكثير من الساسة ومحبي السلام بسبب افكارها.حيث إنها اعتادت على ارتداء فساتين بيضاء كرمز للسلام. من بين أمور أخرى، آنا بيرنهاردن إكشتاين عملت مع برتا فون سوتنر، ألفريد هيرمان فريد ولودفيغ كفيده وجان جوريس. خاصة في دولتي فرنسا وألمانيا كما كان عليها أن تتعامل مع المعارضة والنقاد، لكنه مع ذلك كانت قد رُشحت لنيل جائزة نوبل للسلام في عام 1913.

## الحرب العالمية الأولى
خلال الحرب العالمية الأولى آنا بيرنهاردن إكشتاين كتبت مقالات في مجلة القانون الدولي الذي كان يحررها الخبير الألماني للقانون الدولي، تيودور نيماير. كما أنها نشرت الكتاب الخاص بها Staatenschutzvertrag zur Sicherung des Weltfriedens (الذي يعني بالعربية معاهدة حماية الدولة للحفاظ على السلام العالمي).

## حياتها في وقت لاحق وموتها

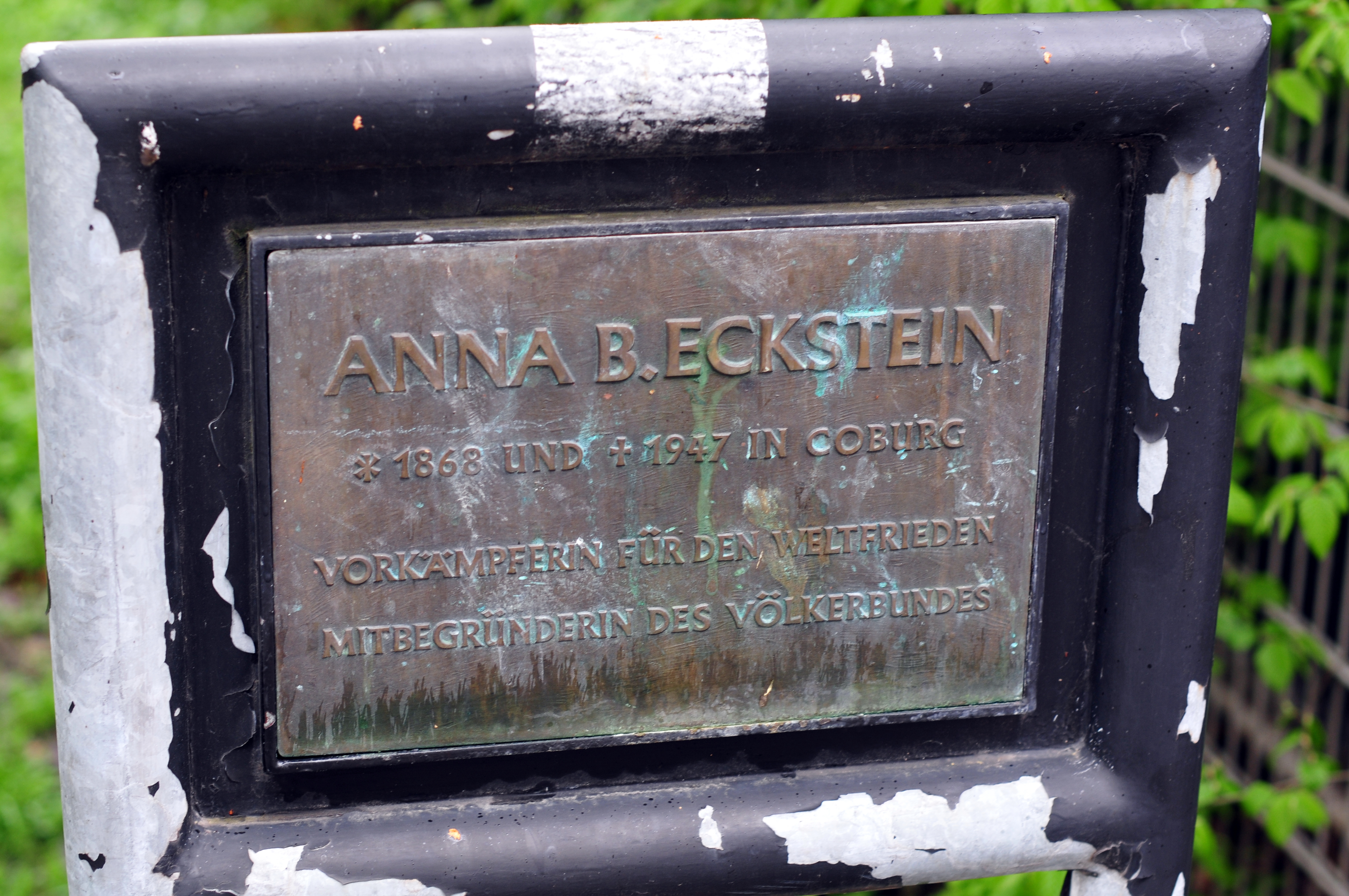
اللوحة المعدنية لآنا بيرنهاردن إكشتاين في كوبورغ

بعد نهاية الحرب العالمية الأولى آنا بيرنهاردن إكشتاين عملت مع دويتشه الاسباني für den Völkerbund (الألمانية عصبة الأمم) وسهامت في إنشاء المجموعات الإقليمية، بما في ذلك في بلدتها كوبورغ. كانت نشطة جدا في محاولة للحفاظ على إنهض من الاشتراكية الوطنية (النازية) في الخليج. آنا بيرنهاردن إكشتاين أيضا ساعد في إنشاء المجتمع المحلي المعروف بالحزب الألماني الديموقراطي ومركز تعليم الكبار والنادي الاجتماعي وجمعية الأدب والموسيقى. بالإضافة إلى ذلك آنا بيرنهاردن إكشتاين كانت نشطة في الكنيسة البروتستانتية، وكانت عضوة في مجلس الولاية state synod .
آنا بيرنهاردن إكشتاين بقت في سويسرا في الفترة من مارس إلى سبتمبر من عام 1933، ثم عادت إلى مسقط رأسها في مدينة كوبورغ. من أجل الحفاظ على الوعي بريان–كيلوغ، واصلت كتابة الرسائل، وفي عام 1942، سعت إلى نشر مخطوطة بعنوان «إرادة القوة المنسقة»، ولكن وزارة للتنوير العام والدعاية الخاصة بالرايخ الألماني تحت إدارة يوزف غوبلز، رفضوا اعطاء الإذن لها. توفيت في 16 أكتوبر 1947 في منزلها في مدينة كوبورغ.

## التراث
قامت مدينة كوبورغ تكريم آنا بيرنهاردن إكشتاين وإنجازاتها خلال تسمية المساحات الخضراء بأسمها في عام 1987.
في عام 2013 مدرسة ابتدائية في مدينة ميدير الألمانية تم تغيير اسمها من مدرسة آنا- بيرنهاردن إكشتاين- Anna-B.-Eckstein-Schul إلي متحف السلام في الطابق الأرضي وغرفة مخصصة بحيث تعرض حياة آنا بيرنهاردن إكشتاين.
- قائمة نشطاء السلام